# Tultepec
Tultepec är en stad i Mexiko, och administrativ huvudort i kommunen Tultepec i delstaten Mexiko. Tultepec ligger i den centrala delen av landet och tillhör Mexico Citys storstadsområde. Staden hade 64 888 invånare vid folkräkningen 2010.
I december 2016 dog 42 människor i en allvarlig olycka när fyrverkerimarknaden San Pablito i Tultepec exploderade. 2018 återbyggdes marknaden, med omfattande säkerhetsåtgärder.

## Galleri

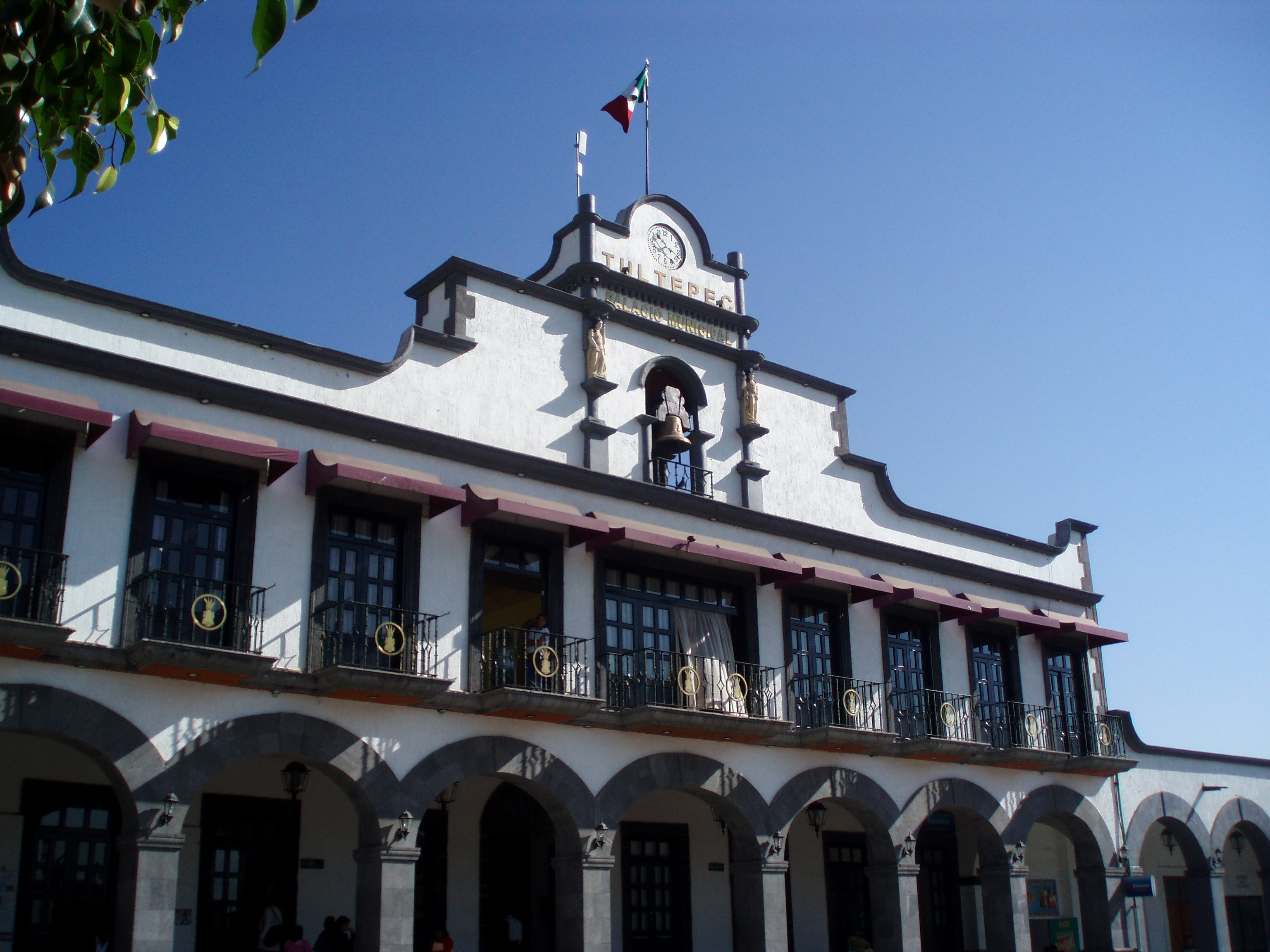
Stadshuset.
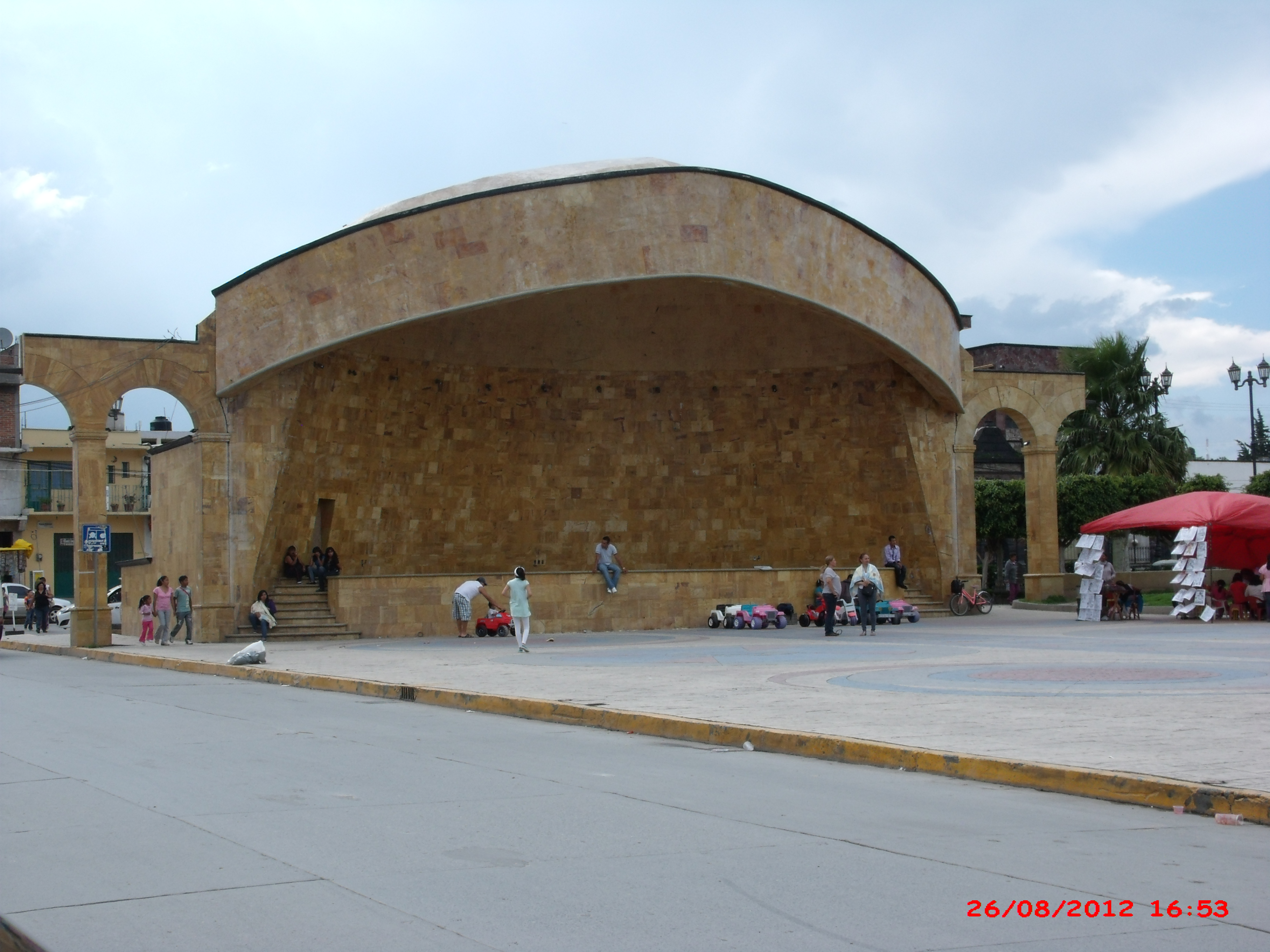
Concha Acustica, konserthus.
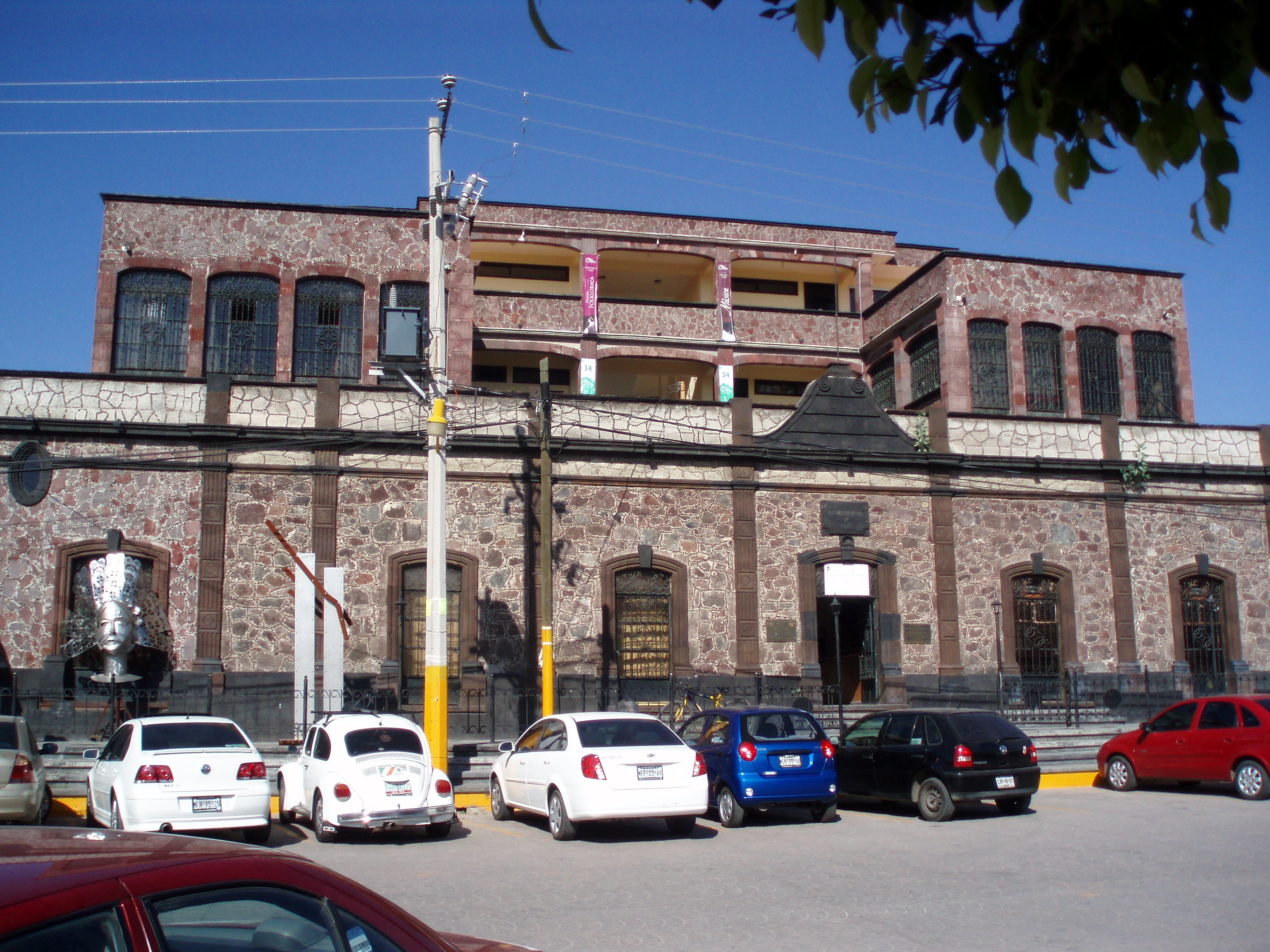
Skolan Bellas Artes.
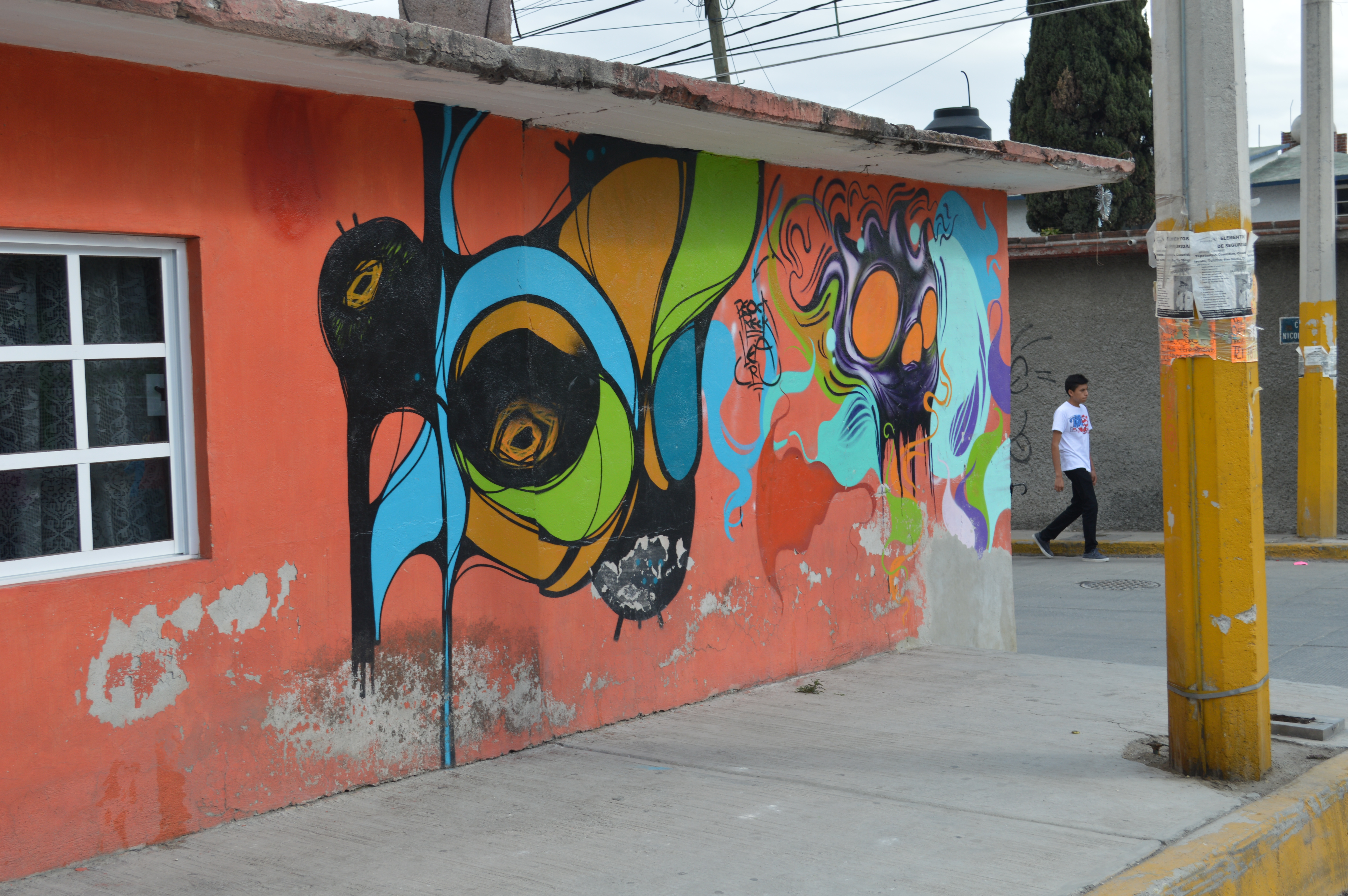
Graffiti.
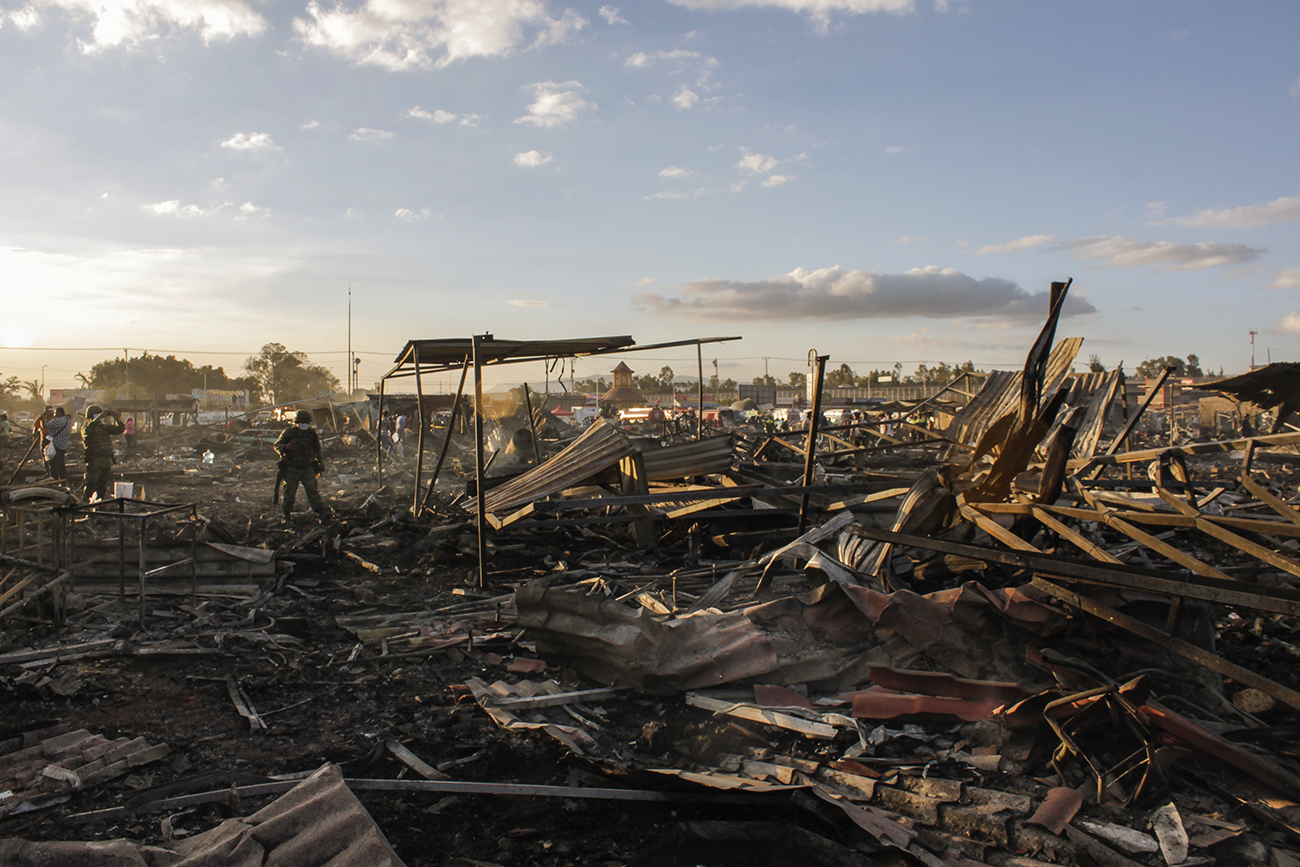
Förstörelse efter olyckan 2016.